# Франсуа-Луї де Шато-Рено
Франсуа́-Луї́ Русселе́ де Шато́-Рено́ (фр. François Louis Rousselet de Châteaurenault; 22 вересня 1637 —15 листопада 1716) — французький військовий діяч, віце-адмірал Леванту, маршал Франції.

## Життєпис
Походив з шляхетської родини, проте був дворянином лише у третьому поколінні. Син Франсуа де Шато-Рено, маркіза та губернатора м. Машкуль та о. Бель-Іля. Обрав для себе військову кар'єру. Бере участь у війні з Іспанією, звитяжно б'єтися у битві при Дюнах у 1658 році. Не досягши значних звань у війську, у 1661 році переходить до військово-морського флоту. У 1664 році відзначився під час експедиції Франсуа де Бофора до Середземного моря.
У 1672 році на чолі декількох кораблів патрулював Гібралтарську протоку, заважаючи проходу голландських суден (в цей час точилася війна з Голландською республікою), а також бореться з піратами із Сале. У 1673 році отримує командування над ескадрою. Того ж року отримує наказ рушати до Північного моря, де бере участь у військових діях з адміралом Рютером. У 1675 році біля півострова Лізард дає бій голландському флоту на чолі з Енгелом Рюйтером, сином Великого Рюйтера. Втім Шато-Рено не зміг досягти впевненого успіху. У 1677—1678 роках на чолі ескадри патрулював протоку Ла-Манш та північне узбережжя Іспанії, знищуючи конвої торговельних суден.
Після укладання Німвегенського миру у 1678 році переходить до тулонського флоту. Тут у 1680—1681 роках у складі ескадри Турвіля здійснює походи проти алжирських піратів. У 1681 році стає кавалером ордена Святого Лазаря в Єрусалимі і Богоматері на горі Кармель, а у 1687 році великим пріором бретонського ордену Святого Лазаря.
У 1688 році його спрямували до Алжиру у складі флоту Жана д'Естре. Після отримання звістки про початок Війни з Аусбурзькою лігою Шато-Рено на чолі ескадри рушив до Франції. У 1689 році отримує звання генерал-лейтенанта флоту й наказ допомогти скиненому англійському королю Якову II Стюарту перекинути військо до Ірландії. Незважаючи на спроби англійського флоту на чолі із Артуром Гербертом завадити в цьому, шато-Рено блискуче виконав завдання. На зворотньому шляху до Бресту захопив голландську торговельну флотилію.
У 1690 році допомагав евакуюватися решткам війська Якова II. Того ж року під орудою адмірала Турвіля бере участь у переможному бої при Бічі-Хед. У 1692 році звитяжно б'ється при Ла-Хогі. у 1693 році Шато-Рено у складі флоту, що діяв спочатку біля узбережжя Португалії, а згодом у лагоській затоці (Африка). 28 червня його ескадра знищила 21 військовий та 200 торговельних кораблів Англії та Голландії. За свої успіхи отримав великий хрест королівського та військового орденів Святого Людовика. У 1694 році повертається до Європи, де з успіхом захищає б'ється проти англійського флоту біля узбережжя Іспанії.
З початком Війни за іспанську спадщину очолює ескадру, яка захищала торговельні шляхи Іспанії з її американськими колоніями. за успіхи у цій справі король Філіп V призначає Шато-Рено капітан-генералом морів-Океану. після смерті Турвіля у 1701 році отримує звання віце-адмірала Леванту. У 1702 році отримує доручення супроводжувати Срібний флот до Європи. з цим завданням шато-Рено успішно впорався. він пропонував супроводжувати цей флот до безпечного французького порту, проте отримав відмову. Срібний флот прибув до м. Віго (Галісія), де був знищений англійцями.
У 1703 році стає маршалом Франції. Йому доручення керування Брестського флоту, а також захист торговельних суден, що йшли до французьких портів. У 1704 році призначається губернатором Бретані. Того ж року під орудою графа Тулузького звитяжив у битві при Малазі, яку французи виграли. У 1705 році стає кавалером Ордену Святого Духа та Ордену Святого Михайла. після цього не брав участь у морських битвах. Помер 15 листопада 1716 року у Парижі.

## Пам'ять
Його ім'ям названо декілько крейсерів військово-морського флоту Франції.

## Родина
1. Дружина — Марі-Анна-Рене де ла Порт
Діти:
- Франсуа-Марі-Ігнацій (д/н—1704)
- Анн-Альбер
- Еммануель-Русселе, генерал-лейтенант Верхньої Бретані
- Марі-Ганна-Дре

2. Дружина — Марі дю Хан де Бертрік